# Ferenc Arok
Ferenc „Frank“ Arok AM (Serbisch: Ференц Арок; * 20. Januar 1932 in Kanjiža, Vojvodina, Jugoslawien; † 12. Januar 2021 in Subotica, Serbien) war ein jugoslawischer Fußballtrainer. Als Spieler blieb er wenig bedeutend. Als Trainer arbeitete er hauptsächlich in Australien, wo er unter anderem die Nationalmannschaft trainierte und mit den Sydneyer Vereinen St George-Budapest Club und Marconi Fairfield 1983, bzw. 1993 australischer Meister wurde.

## Karriere
Ferenc Arok spielte zunächst in seiner Heimatstadt Kanjiža Fußball für Potisje. Nach wenigen Spielen ging er seinem Beruf als Techniker folgend nach Cacak. Anfang der 1950er Jahre für zwei Jahre für den wenig bedeutenden FK Jedinstvo aus der Kleinstadt Ub. In jener Zeit machte er auch, unter anderem in Belgrad, ein Sportlehrerstudium, nachdem er für das Studium als Elektroingenieur keine Zulassung bekam. Erste Erfahrungen als Trainer machte er in Sombor.
Nachdem seine Frau Gordana eine Stelle als Kulturjournalistin bei „Dnevnik“ in Novi Sad bekam übersiedelte er mit ihr in diese Stadt. Er selbst fand sich als Sportjournalist bei der ungarischsprachigen Tageszeitung Magyar Szo (serbisch „Mađar soa“) wieder. Er betätigte sich auch im Jugendbereich des RFK Novi Sad. Nachdem deren Trainer Franjo Pazmanj nach Kragujevac abging war Not am Mann und der Vereinspräsident betraute Arok mit der Führung der Zweitligamannschaft. Prompt gelang ihm als 29-jährigen der Aufstieg in die erste Liga, wo die Mannschaft als Zehnter der Saison 1961/62 knapp der Klassenerhalt gelang, womit dann auch seine Karriere als Cheftrainer endete. Von 1966 bis 1967 war er beim FK Vojvodina in Novi Sad Co-Trainer.
Vereinzelte Ausgaben von Magyar Szo gelangten auch zu ungarischen Immigrantenkreisen in Australien. Auf der Suche nach Spielern erhielt er Anfragen vom „Budapest Club“ in Sydney, der sich weiterentwickeln wollte, nachdem der Strom von ungarischen Einwanderern nach dem missglückten Volksaufstand von 1956 eingebrochen war. Umgehend vermittelte er Peter Banicevic an die Australier der 1962 dort eintraf. Ihm folgte im Jahr darauf Mladen Kirgin und es entstand eine dauerhafte Korrespondenz zwischen Arok und dem Budapest Club.
Bei der Weltmeisterschaft 1966 in England trafen Arok und ein Vertreter des Budapest Club, der sich nachdem er sich in der Region St. George im Süden Sydneys niedergelassen hatte St. George-Budapest Club nannte, im Pressezentrum des Wembley-Stadions aufeinander. 1968 benötigte der Verein einen neuen Trainer und bemühte sich zunächst um ein Engagement von Jenö Csaknady, dem weilandigen Übungsleiter des 1. FC Nürnberg. Der war aber teuer und verlangte ein allen professionellen Ansprüchen genügendes Umfeld. Da das im halbprofessionellen Fußball des Staates Neusüdwales aber nicht durchführbar war, wandte man sich an Arok. Der sagte zu und traf 1969 in Sydney ein.
St. George-Budapest war damals der führende Verein in Neusüdwales, der fünf Spieler zum Kontingent der australischen Nationalmannschaft bei der Fußball-Weltmeisterschaft 1974 entsenden sollte. Namen wie Johnny Warren, Attila Abonyi oder Manfred Schaefer, der deutschstämmige Milchmann, haben immer noch klangvolle Namen in der australischen Fußballgeschichte. Arok war zunächst von Anfang 1969 bis Ende 1970 in Sydney und kehrte danach nach Jugoslawien zurück. Der spätere legendäre Nationaltrainer, der Serbe Ralé Rašić übernahm danach den Verein für ein Jahr und führte ihn zur ersten Staatsmeisterschaft.
1972 kehrte Arok, in Australien „Frank“ genannt, für ein Jahr zurück zu St. George Budapest und gewann mit dem Verein den Ampol Cup, ein von einer Tankstellenkette gesponserter Vorsaisonwettbewerb und zum ersten Mal die Liga von Neusüdwales. Nach den Play-offs um den Meistertitel verlor der Verein aber gegen den von italienischen Einwanderern getragenen Marconi Club mit 0:1 im Grand Final.
Danach kehrte er wieder nach Novi Sad zurück und betätigte sich dabei in diversen Funktionen beim RFK.
1981 kam Arok ein drittes Mal zum St. George Budapest Club, der 1980 aus der 1977 gegründeten National Soccer League abgestiegen war. St. George wurde unter Arok Zweiter in der Liga, aber durch einen 1:1-Sieg über Sydney Croatia im Grand Final von Neusüdwales gelang der Wiederaufstieg. 1982 gewann St. George Budapest zunächst den Ampol Cup. In der Liga wurde der Aufsteiger Zweiter hinter dem in jener Saison als Sydney City firmierenden Hakoah Club und damit Vizemeister von Australien. Mit den Stars Robbie Slater und Dez Marton gelang in den anschließenden Play-offs im Grand Final ein 3:1-Sieg über Sydney City, der aber nicht als Meisterschaft bewertet wurde. 1983 ließ St. George-Budapest Sydney City in der Liga hinter sich und feierte damit seine einzige nationale Meisterschaft. Ein Play-Off fand in jenem Jahr nicht statt. Arok blieb beim Verein bis zum Ende der Saison 1990/91 als St. George-Budapest eine Ligarestrukturierung zum Opfer viel und vom nationalen Fußball ausgeschlossen wurde.
1983 wurde er als Trainer der Australischen Nationalmannschaft verpflichtet, ein Amt, das er zeitgleich mit seiner Tätigkeit bei St. George-Budapest ausübte. Ein besonderer Erfolg gelang ihm 1988 im anlässlich der Zweihundertjahrfeier Australiens abgehaltenen Gold Cup, wo Australien den amtierenden Weltmeister Argentinien mit 4:1 besiegte und hinter Brasilien Zweiter wurde. Australien nahm er an den Olympischen Sommerspielen 1988 in Seoul teil, wo seine Mannschaft den fünften Platz belegte. Für seine Leistungen als Nationaltrainer erhielt er im Januar 1990 als Member den Order of Australia. 1990, nach einem 3:0-Erfolg über Torpedo Moskau in seinem letzten Spiel endete seine Tätigkeit bei der Nationalmannschaft unter kontroversen Umständen. Die Medien waren aber alle auf seiner Seite und beklagten den allgemeinen Zustand des Verbandes und seiner Administration. Les Scheinflug übernahm interimsweise seinen Posten, ehe die Ära des Schotten Eddie Thomson begann.
Im April 1992 wurde Arok Trainer bei Marconi Fairfield in Sydney und führte den Verein nach einem zweiten Platz in der Liga zur nationalen Meisterschaft der Saison 1992/93 durch einen 1:0-Sieg im Grand Final über Adelaide City. Es folgte ein zweijähriges Engagement beim South Melbourne FC. Er trainierte danach den Port Melbourne SC, ehe er von 1996 bis 1998 bei den Gippsland Falcons tätig war. Danach folgte eine Anstellung als Sportdirektor bei Sydney Olympic. Zum Ende seiner Trainerkarriere war er von 2001 bis 2003 als Jugendtrainer von Perth Glory tätig.
1999 zähle er zu den Ersten die in die Football Australia Hall of Fame aufgenommen wurden.
Arok zog zurück nach Serbien, wo er am 12. Januar 2021 im Alter von 88 Jahren starb.

## Erfolge
- Australischer Meister: 1983
  - Vizemeister: 1982, 1993
- Nationales Grand Final: 1982, 1993
- Liga von Neusüdwales: 1972
- Ampol Cup: 1972, 1982
- National Soccer League Coach of the Year: 1982, 1983